# Luis Laiseka
Luis Fernando Laiseka Urrutia (Güeñes, Vizcaya, 1948) es un político vasco de ideología independentista vasca.
Fue concejal del ayuntamiento de Güeñes durante veinte años y ejerció de líder y portavoz del grupo municipal Herri Batasuna (HB) y Euskal Herritarrok (EH) en el ayuntamiento. También desempeñó el cargo de secretario general de Herri Batasuna (HB) y Euskal Herritarrok (EH).

## Biografía y trayectoria
Luis Laiseka nació en Sodupe en 1948. Cuando era joven, en 1968, fue detenido por la Guardia Civil y fue torturado. Por las circunstacias sociales y políticas del momento, decidió involucrarse en la política.
En las elecciones municipales de España de 1979 fue candidato a alcalde de Güeñes y cabeza de lista por el partido Herri Batasuna (HB). Salió electo concejal en el Ayuntamiento de Güeñes y ejerció de líder y portavoz del grupo municipal en el ayuntamiento. Fue electo secretario general de Herri Batasuna. En las elecciones municipales de España de 1983, repitió como candidato a alcalde de Güeñes y cabeza de lista por el partido Herri Batasuna (HB). Revalidó su acta de concejal y volvió a ejercer de líder y portavoz del grupo municipal en el ayuntamiento.
En las elecciones a las Juntas Generales del País Vasco de 1987, Laiseka fue candidato a juntero de las Juntas Generales de Vizcaya por el partido Herri Batasuna (HB).
En las elecciones munisipales de España de 1995, Laiseka volvió a ser candidato a alcalde de Güeñes y cabeza de lista por el partido Herri Batasuna (HB). El partido obtuvo dos concejales y volvió a desempeñar el cargo de líder y portavoz del grupo municipal en el ayuntamiento de Güeñes.
En las elecciones municipales de 1999, después de que el partido Herri Batasuna (HB) fuera ilegalizado, Laiseka fue candidato a alcalde de Güeñes y cabeza de lista por el partido político Euskal Herritarrok (EH). La candidatura obtuvo dos escaños y Laiseka volvió a ser concejal y a ejercer de líder y portavoz del grupo municipal Euskal Herritarrok (EH) en el Ayuntamiento de Güeñes.
En 2003, como el partido político Euskal Herritarrok fue disuelto y el Tribunal Supremo ilegalizó los partidos políticos Herri Batasuna y Batasuna, Laiseka y otros vecinos de Güeñes promovieron una candidaturas populares municipales. En el caso de Güeñes se presentaron bajo la candidatura Güeñesko Abertzale Sozialistak (en español, Socialistas Nacionalistas de Güeñes), GUAS, a las elecciones municipales de España de 2003, donde se presentaron diferentes personas independientes, entre ellas, su hija Ziortza Laiseka.
En 1987, Laiseka fundó junto con otras personas la asociación cultural y recreativa de Güeñes "Herriko Geltokia" (en español, la estación del pueblo), la cual presidió. En 2014, fue considerada una "herriko taberna" por el Tribunal Supremo y fue incluida en las listas de "herriko tabernas" que se debían confiscar en la sentencia del año 2014.

## Vida personal
Está casado con Paquita Alcoceba, política y activista vasca, representante de Gure Esku Dago y una de las fundadoras de Gure Esku Dago Güeñes. Tiene 2 hijas. Su cuñado es Arturo Alcoceba, político y activista del País Vasco.